# Уса (приток Цильмы)
Уса — река в России, протекает по Республике Коми. Устье реки находится в 65 км по правому берегу реки Цильма. Длина реки составляет 132 км, площадь водосбора — 1030 км².

## Притоки
- 7 км: Савосара (лв)
- 46 км: Максимов (лв)
- 46 км: Монастырская Виска (пр)
- Иванов (пр)
- Семенков (лв)
- 70 км: Ледяная Рассоха (лв)
- Ванькина Рассоха (лв)
- 99 км: Никитина Рассоха (пр)

## Данные водного реестра
По данным государственного водного реестра России относится к Двинско-Печорскому бассейновому округу, водохозяйственный участок реки — Печора от водомерного поста Усть-Цильма и до устья, речной подбассейн реки — бассейны притоков Печоры ниже впадения Усы. Речной бассейн реки — Печора.
Код объекта в государственном водном реестре — 03050300212103000080475.